# Helpie, une fille bien

Helpie, une fille bien est une série de bande dessinée française.
- Scénario, dessins et couleurs : Cha

## Albums
- Tome 1 : Les Premières Fois (2005)

## Publication

### Éditeurs
- Delcourt (Collection Humour de rire) : Tome 1 (première édition du tome 1).